# Abraham Boivin
Abraham Boivin (* 25. Juli 1815 in Moutier; † 12. Mai 1885 ebenda; heimatberechtigt ebenda) war ein Schweizer Richter und Politiker (Evangelische Rechte bzw. Reformiert Konservative).

## Leben
Boivin absolvierte von 1835 bis 1837 ein Studium der Rechtswissenschaften an der Universität Bern und war ab 1840 als Notar und Rechtsagent tätig. Er war als Gerichtspräsident von Moutier tätig und von 1854 bis 1866 Oberrichter. Er sass zudem von 1873 bis 1884 im Verwaltungsrat der Jura-Bern-Luzern-Bahn und setzte sich zusammen mit Xavier Stockmar, Édouard Carlin und Emmanuel-Aimé Tièche für den Ausbau des Eisenbahnnetzes im Jura bzw. Berner Jura ein. 1879 gründete er die Banque foncière du Jura, die er bis zu seinem Tod präsidentierte.
Im Berner Grossrat sass Boivin von 1846 bis 1850, von 1866 bis 1870 und von 1874 bis 1882. Zudem war er von 1850 bis 1854 Gemeindepräsident von Moutier. Bei den Schweizer Parlamentswahlen 1851 wurde er – wie damals üblich, indirekt und durch das Kantonsparlament – in den Ständerat gewählt, dem er bis 1855 angehörte. Bei den Schweizer Parlamentswahlen 1878 wurde Boivin im Nationalratswahlkreis Bern-Jura mit dem besten Resultat des Wahlkreises in den Nationalrat gewählt, dem er bis 1881 beiwohnte. Abschliessend war er noch von 1883 bis 1884 Verfassungsrat.
Boivin unterstützte als reformierter Konservativer die Forderungen des mehrheitlich katholischen Juras nach mehr Autonomie innerhalb des Kantons Bern. Während des Kulturkampfs 1873 war er Gegner der Absetzung katholischer Geistlicher im Jura.